# IC 4026
IC 4026 est une galaxie lenticulaire relativement éloignée et située dans la constellation de la Chevelure de Bérénice.  Sa vitesse par rapport au fond diffus cosmologique est de 8 443 ± 19 km/s, ce qui correspond à une distance de Hubble de 124,5 ± 8,7 Mpc (∼406 millions d'al). Elle a été découverte par l'astronome allemand Hermann Kobold en 1899.
En raison d'une brillance de surface égale à 11,99  mag/am2, on peut qualifier IC 4026 de galaxie présentant une brillance de surface élevée.
À ce jour, six mesures non basées sur le décalage vers le rouge (redshift) donnent une distance de 92,483 ± 18,339 Mpc (∼302 millions d'al), ce qui est tout juste à l'extérieur des valeurs de la distance de Hubble.
La désignation DRCG 27-170 est utilisée par Wolfgang Steinicke pour indiquer que cette galaxie figure au catalogue des amas galactiques d'Alan Dressler. Les nombres 27 et 170 indiquent respectivement que c'est le 27e amas de la liste, soit Abell 1656 (l'amas de la Chevelure de Bérénice), et la 170e galaxie de cet amas. Cette même galaxie est aussi désignée par ABELL 1656:[D80] 170 par la base de données NASA/IPAC, ce qui est équivalent. Dressler indique que IC 4908 est une galaxie lenticulaire de type SB0.

## Quelques galaxies d'Abell 1656 dans la région

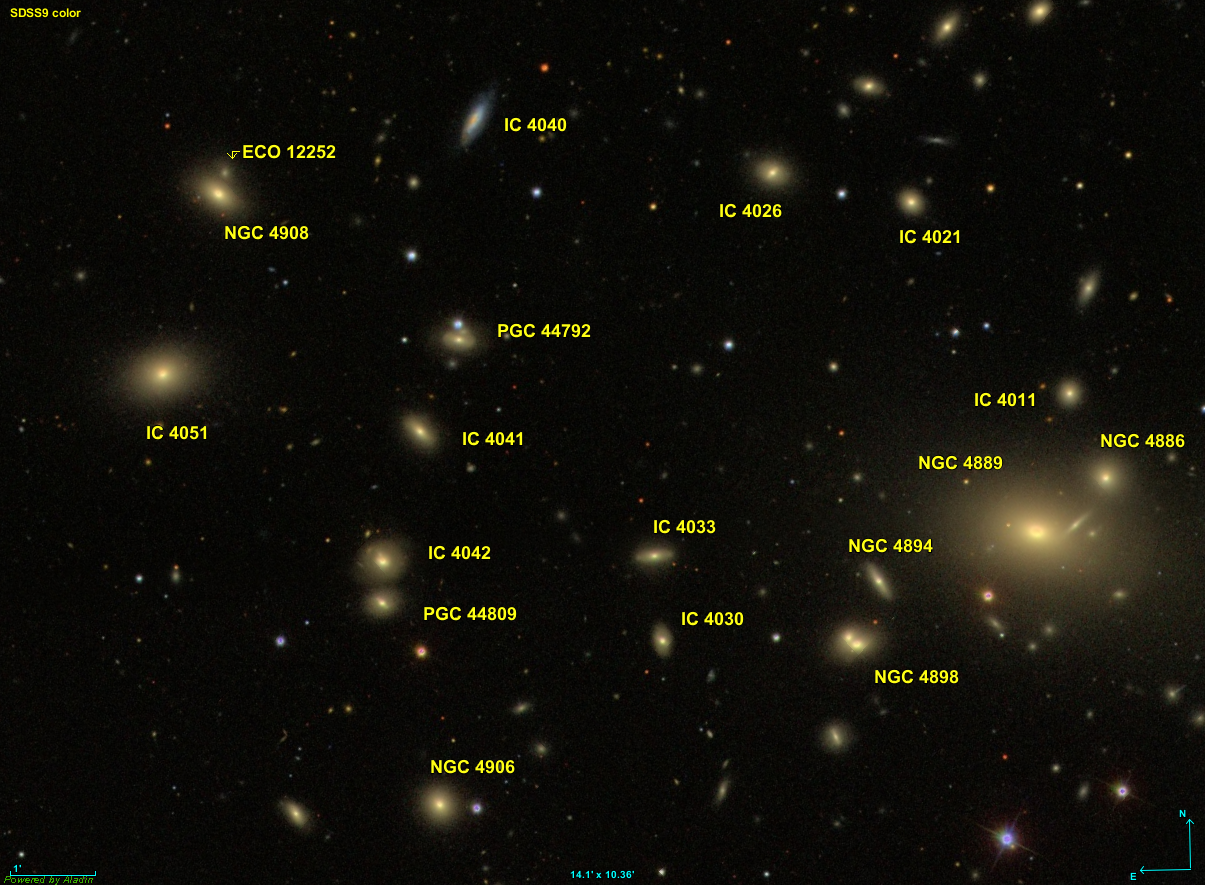
Quelques galaxies de l'amas de la Chevelure de Bérénice dans la région de IC 4026.

Comme le montre l'image obtenue des données du relevé SDSS, plusieurs galaxies voisines de IC 4026 font partie de l'amas de la Chevelure de Bérénice. Sur cette image, seule NGC 4899 n'en fait pas partie. Toutes les autres galaxies apparaissent au catalogue de Dressler. Le tableau ci-dessous indique la correspondance entre les désignations courantes et les désignations employées par Dressler. 
| Designation | DRCG                 |
| ----------- | -------------------- |
| IC 4011     | 27-150               |
| IC 4021     | 27-172               |
| IC 4030     | 27-119               |
| IC 4033     | 27-147               |
| IC 4040     | 27-169               |
| IC 4041     | 27-145               |
| IC 4042     | 27-144               |
| IC 4051     | 27-167               |
| NGC 4886    | 27-151               |
| NGC 4894    | 27-122               |
| NGC 4898    | 27-122               |
| NGC 4906    | 27-118               |
| NGC 4908    | 27-143               |
| PGC 44792   | ABELL 1656:[D80] 47  |
| PGC 44809   | ABELL 1656:[D80] 53  |
| ECO 12252   | ABELL 1656:[D80] 133 |